# Brouillet
Brouillet település Franciaországban, Marne megyében. Lakosainak száma 60 fő (2022. január 1.). Brouillet Arcis-le-Ponsart, Crugny, Lagery és Serzy-et-Prin községekkel határos.

## Népesség
A település népességének változása:
| Lakosok száma | 63   | 79   | 80   | 91   | 87   | 81   | 77   | 72   | 68   | 60   |
|               | 1968 | 1982 | 1990 | 2006 | 2013 | 2015 | 2017 | 2019 | 2020 | 2022 |